# Vila Maund
Vila Maund (nemško Villa Maund) je vila v Schoppernau v Predarlskem, ki jo je zgradil sir John Oakley Maund († 10. junija 1902) v zgodnjih 1890-ih.

## Zgodovina
Vilo Maund je kot lovsko vilo zgradil angleški bankir in alpinist sir John Oakley Maund ob vznožju Ünschenberg Alp. Po njegovem umoru leta 1902 – ubit je bil z vrečo peska v eni od stranskih ulic – je prešla v last njegove hčerke Zoe Désirée Maund, ki je 17. novembra 1931 proti volji svoje matere Zoe Gertraud Maund prodala celotno posest Angležu Martinu Holtu za 750 funtov. Vilo so uporabljale številne lovske skupine, vključno z nemškim prestolonaslednikom Wilhelmom, ki je leta 1908 kot prvi motorist pripotoval v Bregenzerwald z motornim vozilom. Od leta 1995 do 2007 je v Vili Maund živel predarlski umetnik in akcionist Paul Renner. Med drugimi so bili njegovi gostje Ferran Adria, Günter Brus, Franzobel, Zaha Hadid, Heinz D. Heisl, Daniel Spoerri in Eckart Witzigmann.

## Zgodovina gradnje
Arhitekt je bil Anglež William Morris. Bil je britanski slikar, arhitekt, pesnik, obrtnik, inženir in tiskar. Pred letom 1888 je v Weggisu ob Vierwaldstadtskem jezeru v Švici že zgradil dve hiši v britansko-škotskem slogu, ki sta bili za Johna Oakleyja Maunda podobni hmeljevim trtam. Njegove vzorčne knjige (načrti, pogledi itd.) je še vedno mogoče videti v muzeju Kunsthaus Zürich.
Za gradnjo je bil odgovoren mizarski mojster Johann Anton Strolz iz Schröckna. Pri gradnji je pomembno sodeloval tudi Pius Bischof, ladjar v Auju, mizarski mojster in mizar. Slovesnost ob dokončanju ostrešja je bila leta 1892, vila v angleškem podeželskem slogu pa je bila dokončana leta 1895. Notranjost so v celoti izdelali obrtniki iz Bregenzerwalda.
Vdova Zoe Gertraud Maund je leta 1923 dala zgraditi majhno elektrarno z rezervoarjem, katere generator je 47 let zagotavljal enosmerni tok za vilo.
| - Vila Maund, gospodarjeva soba - Vila Maund, pogled iz zahoda 2014 - Vila Maund, vhodni prostor 2014 - Vila Maund, stopnišče 2014 - Vila Maund, glavna spalnica 2014 - "Soba prestolonaslednika" v vili Maund, 2014 - Vhod v vilo Maund |

## Lov
Dokazano je, da so bili do 14. stoletja v Bregenzerwaldu medvedi in kozorogi. Prvotno lovišče Maund je obsegalo območje Schoppernau, Hopreben in Schröcken. Na celotnem območju je bilo dovoljeno pobiti 25 gamsev. Kozam je bilo v celoti prizaneseno. Danes je nekdanje območje razdeljeno na številne različne parcele.

### Lovske zabave
Po prvi lovski zabavi leta 1895 (Alexander Kennedy, James Fairholm, B. Montgommery, Zoe Gertraud Maund in lady Carolina Hamilton) prestolonaslednice Cecilie iz Mecklenburga in njenega moža prestolonaslednika princa Wilhelma so od leta 1908 do konca druge svetovne vojne redno najemali lovsko vilo Maund.
Med Cecilijinim bivanjem leta 1943 je glavnemu lovcu Theodorju Hammerleju zaupala, da ima pri sebi »veliko nakita, ki naj bi bil tu skrit«. Po besedah Hammerleja, ki je podrobno opisal vrsto skrivališča (betonski jašek, zaščita pred krajo, ognjem in vlago) ter tudi tajni povratni prevoz zaklada po območju okupirane Avstrije leta 1946, gre za ostanke kronskih zakladov Hohenzollernov.